# Karapowate
Karapowate (Carapidae) – rodzina niedużych morskich ryb wyślizgokształtnych (Ophidiiformes), określanych wcześniej nazwą fierasferowate (Fierasferidae), fierasfery lub ryby perłowe. Spotykane są w wodach strefy tropikalnej i subtropikalnej Oceanu Spokojnego, Indyjskiego i Atlantyckiego. Ryby te żyją swobodnie lub są komensalami albo pasożytami wielu gatunków wodnych bezkręgowców. Najlepiej dotychczas zbadanym gatunkiem jest korzystający z ciała strzykw karap europejski (Carapus acus). Karapowate nie mają znaczenia gospodarczego.

## Występowanie
Karapowate występują na szelfie i stoku kontynentalnym w wodach strefy tropikalnej i subtropikalnej Oceanu Spokojnego, Indyjskiego i Atlantyckiego, na głębokościach do 2000 m p.p.m. Gatunki wolno żyjące występują na głębokościach do 600 m.

## Cechy charakterystyczne
Ciało bez łusek, wydłużone, kształtem przypominające ciało węgorza, lecz bocznie ścieśnione i półprzezroczyste z powodu niedoboru barwnika. Duża głowa z otworem gębowym w położeniu końcowym. U większości gatunków nie ma płetw brzusznych. Otwór odbytowy jest przesunięty do przodu, w okolice gardła. Długa płetwa grzbietowa łączy się z jeszcze dłuższą płetwą odbytową (brak płetwy ogonowej) tworząc ostro zakończony ogon wykorzystywany do wwiercania się w kryjówkę. Niektóre gatunki kryją się w szczelinach skalnych lub piaszczystym dnie, większość wykorzystuje za kryjówkę ciała bezkręgowców, spośród których wybierają głównie strzykwy, małże, rozgwiazdy i jeżowce. Promienie płetwy odbytowej są dłuższe niż w grzbietowej. Karapowate osiągają zwykle 10–15 cm, maksymalnie do 30 cm długości całkowitej.

## Cykl rozwojowy

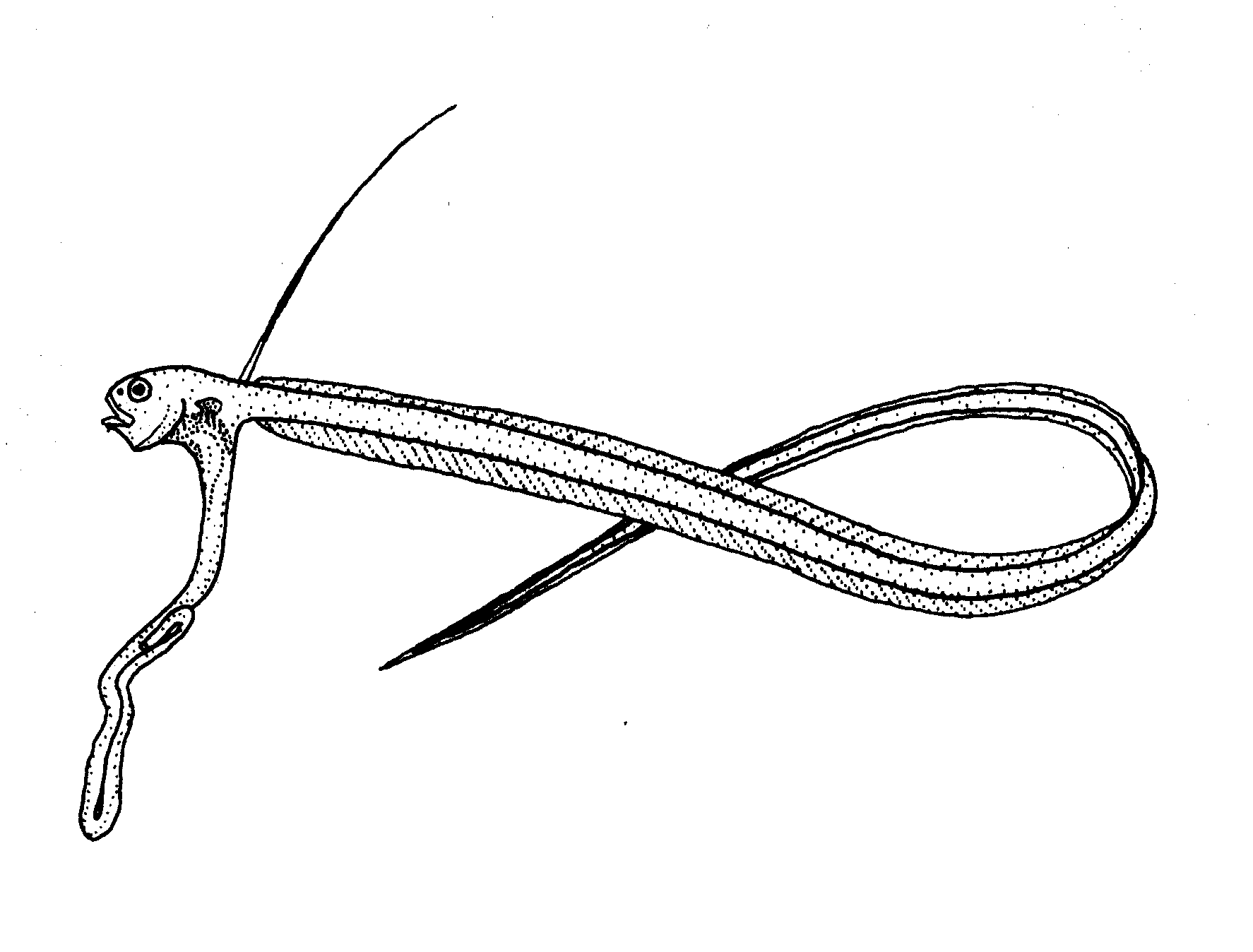
Larwa Echiodon rendahli

Karapowate są jajorodne. Biologia rozrodu wielu gatunków nie została jeszcze poznana. Ich ikra osiąga około 1 mm średnicy. Jest zaopatrzona w kropelkę tłuszczu umożliwiającą jej swobodne pływanie na powierzchni wody. U larwy zawiązek płetwy grzbietowej wyrasta pionowo, tworząc tzw. vexillum przyjmujące kształt gałązki, często z liściastymi wyrostkami, działające jak spadochron. Po pierwszym przeobrażeniu larwa traci nietypowy wyrostek, a jej ciało znacznie się wydłuża. Larwa wnika do ciała bezkręgowca, gdzie następuje drugie przeobrażenie.
Osobniki dorosłe opuszczają ciało gospodarza na czas poszukiwania pokarmu, po czym wracają, by się schronić lub odpocząć. Niektóre gatunki, zarówno larwy, jak i osobniki dorosłe zasiedlające ciała strzykw, sporadycznie zjadają wnętrzności swoich gospodarzy, przy czym strzykwy łatwo regenerują utracone narządy (w przypadku zagrożenia strzykwy, dla odwrócenia uwagi napastnika, wyrzucają tzw. organy Cuviera, które później łatwo regenerują).

## Etologia
Niektóre gatunki karapowatych wykorzystują ciała bezkręgowców tylko jednego gatunku. Inne kryją się w ciałach różnych gatunków. Osobniki dorosłe kilku gatunków żyją swobodnie. Wśród gatunków wchodzących w interakcje z bezkręgowcami stwierdzano przypadki obecności wielu osobników w ciele jednego gospodarza. W takich sytuacjach obserwowano wewnątrzgatunkową i międzygatunkową rywalizację o ciało gospodarza, przejawy agresji, włącznie z bezpośrednią walką, a także przypadki kanibalizmu.

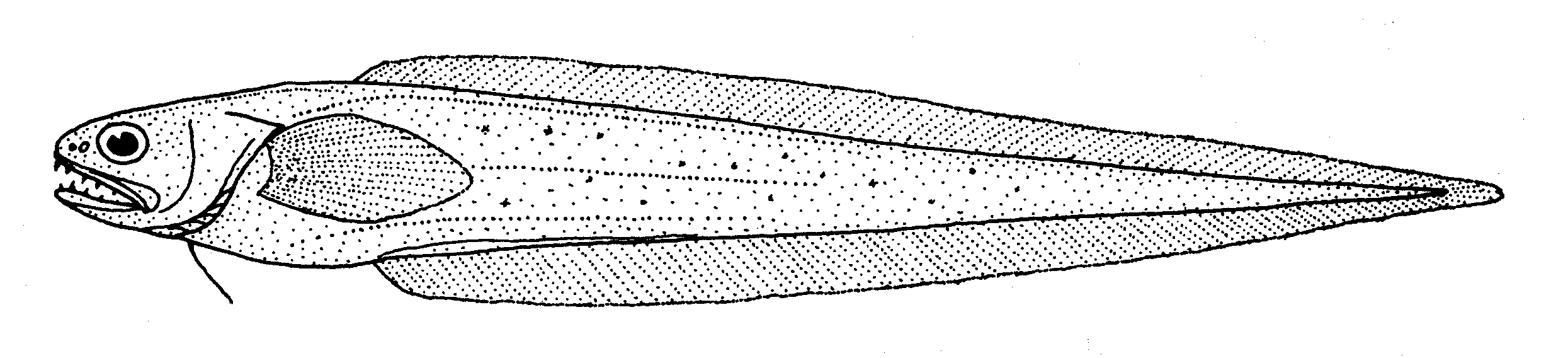
Pyramodon ventralis

## Klasyfikacja
Rodzaje zaliczane do tej rodziny są zgrupowane w podrodzinach Carapinae, Pyramodontinae i Tetragondacninae:
Carapus — Echiodon — Encheliophis — Eurypleuron — Onuxodon — Pyramodon — Snyderidia — Tetragondacnus